# Белл (Вісконсин)
Белл (англ. Bell) — місто (англ. town) в США, в окрузі Бейфілд штату Вісконсин. Населення — 355 осіб (2020).

## Демографія
Згідно з переписом 2010 року, у місті мешкали 263 особи в 139 домогосподарствах у складі 77 родин. Було 514 помешкання
Расовий склад населення:
| - 93,9 % — білих - 1,1 % — азіатів - 0,4 % — корінних американців |

До двох чи більше рас належало 4,2 %. Частка іспаномовних становила 0,4 % від усіх жителів.
За віковим діапазоном населення розподілялося таким чином: 9,1 % — особи молодші 18 років, 57,1 % — особи у віці 18—64 років, 33,8 % — особи у віці 65 років та старші. Медіана віку мешканця становила 58,5 року. На 100 осіб жіночої статі у місті припадало 103,9 чоловіків;  на 100 жінок у віці від 18 років та старших — 106,0 чоловіків також старших 18 років.
Середній дохід на одне домашнє господарство  становив 60 223 долари США (медіана — 51 875), а середній дохід на одну сім'ю — 76 097 доларів (медіана — 62 500). Медіана доходів становила 54 286 доларів для чоловіків та 41 250 доларів для жінок. За межею бідності перебувало 6,9 % осіб, у тому числі 10,0 % дітей у віці до 18 років та 2,9 % осіб у віці 65 років та старших.
Цивільне працевлаштоване населення становило 148 осіб. Основні галузі зайнятості: освіта, охорона здоров'я та соціальна допомога — 24,3 %, мистецтво, розваги та відпочинок — 23,6 %, транспорт — 8,8 %, фінанси, страхування та нерухомість — 8,8 %.